# ماريا أنطونيا باريس
ماريا أنطونيا باريس (بالإسبانية: Maria Antònia París i Riera)‏ هي راهبة إسبانية، ولدت في 28 يونيو 1813 في Vallmoll ‏ في إسبانيا، وتوفيت في 17 يناير 1885 في ريوس في إسبانيا.